# KIF17
KIF17, ou kinesin family member 17, est une protéine encodée chez l’homme par le gène KIF17 situé sur le chromosome 1 humain.